# Лисогорське сільське поселення
Лисого́рське сільське́ посе́лення — муніципальне утворення в складі Куйбишевського району Ростовської області Росії. Адміністративний центр — село Лисогорка. Загальна площа поселення становить 231,69 км².
За даними перепису населення 2010 року на території сільського поселення проживало 2884 особи. Частка чоловіків у населенні складала 48,2% або 1389 осіб, жінок — 51,8% або 1495 осіб.
На території сільського поселення працює 2 дошкільних навчальних заклади, 3 загальноосвітні школи, 5 закладів культури, філія центру додаткової освіти дітей, а також 3 бібліотеки, 4 стадіони, 3 спортивні зали, 3 спортивних майданчики та 4 дитячих спортивно-ігрових майданчики.

## Склад
Населені пункти, що входять до складу сільського поселення:
| № | Назва            | Тип   | Населення (2010), ос. |
| - | ---------------- | ----- | --------------------- |
| 1 | Лисогорка        | село  | 1318                  |
| 2 | Крюково          | хутір | 859                   |
| 3 | Новіковка        | село  | 490                   |
| 4 | Новоспасовка     | село  | 198                   |
| 5 | Решетовка        | хутір | 19                    |
| 6 | Русько-Сидоровка | хутір | —                     |